# ثعلبة بن عمرو الغساني
ثعلبة بن عمرو الغساني ملك من ملوك الغساسنة.

## نسبه
هو ثعلبة بن عمرو بن جفنة بن عمرو مزيقيا بن عامر ماء السماء بن حارثة الغطريف بن امرؤ القيس بن ثعلبة بن مازن بن الأزد بن الغوث بن مالك بن زيد مناة بن كهلان بن سبأ بن يشجب بن يعرب بن قحطان.

## سيرته
ثعلبة الغساني هو أول من لقب بالملك من الأمراء الغسانيين أصحاب بادية الشام، كان ثعلبة ومملكته موالين لقياصرة الروم، وقد استعان به معاصروه من القياصرة في رد غارات الفرس من جهة الحيرة. استمر مُلك ثعلبة نحو عشرين سنة. من آثاره التي عاشت واستمرت طويلًا صرح الغدير، إذ بناه في أطراف حوران مما يلي البلقاء. يرجح أنه عاش في القرن الثالث الميلادي، والعرب يسمون معاصروه من ملوك الروم باسم ديقيوس.